# Valikonağı Caddesi
Valikonağı Caddesi ("Viale della residenza del governatore" in italiano) è una strada di Şişli, a Istanbul, tra i quartieri di Harbiye e Fulya.

## Storia
All'incrocio di Valikonağı Caddesi con Rumeli Caddesi e Teşvikiye Caddesi si trova una delle due steli dello stesso stile erette durante il periodo ottomano dal sultano Abdülmecid I, che con cio' espresse la sua intenzione di creare un insediamento nell'odierna area di Teşvikiye-Nişantaşı.

## Monumenti e luoghi d'interesse
Sulla strada si trovano la Casa di Vedat Tek, il Museo Militare e il Liceo Anadolu di Nişantaşı.